# Damchö Thrinle
| Tibetische Bezeichnung                     |
| ------------------------------------------ |
| Wylie-Transliteration: dam chos 'phrin las |

Nagtsang Champa Ngawang Damchö Thrinle (tibetisch nags gtsang byams pa ngag dbang dam chos 'phrin las; geboren 1940 in Garzê) ist der 7. Nagtsang Rinpoche, deren Sitz das Nagtsang-Kloster im Kreis Garzê von Garzê ist. Er ist seit 1988 Vizedirektor der Chinesischen Akademie der Tibetischen Sprache für Höhere Buddhistische Studien.